# Crotaphopeltis degeni
Espèce
Synonymes
- Leptodira degeni Boulenger, 1906

Crotaphopeltis degeni est une espèce de serpents de la famille des Colubridae.

## Répartition
Cette espèce se rencontre au Cameroun, en Éthiopie, au Kenya, en Ouganda, dans l'est de la République centrafricaine, dans le sud du Soudan et en Tanzanie.

## Description
Crotaphopeltis degeni a le dos uniformément brun foncé, gris ou presque noir. Sa face ventrale est pâle et présente généralement au niveau de la queue, à partir de l'anus, une raie médiane plus ou moins pigmentée. Dans sa description Boulenger indique que les spécimens en sa possession mesuraient environ 45 cm dont 5 cm pour la queue. Il précise que cette espèce se distingue notamment de Crotaphopeltis hotamboeia par l'absence des marques noires de chaque côté de la tête.

## Publication originale
- Boulenger, 1906 : Additions to the herptetology of British East Africa. Proceedings of the Zoological Society of London, vol. 1906, n. 2, p. 570-573 (texte intégral).